# Luise Schapp
Luise Schapp (geborene Groeneveld; * 11. April 1912 in Bunde, Landkreis Leer; † 7. April 2016) war eine deutsche Juristin und Politikerin (CDU) und von 1970 bis 1978 Mitglied des Niedersächsischen Landtages.

## Leben
Luise Johanne Groeneveld wurde als Tochter von Bernhard Heinrich Groeneveld und Gertrud Goudschaal in Bunde geboren. Sie war in ihrer Jugend eine aktive Sportlerin: Im Jahr 1928 war sie die beste deutsche Weitspringerin und 1929 norddeutsche Meisterin über 80 m Hürden. Nach dem Erwerb der Hochschulreife in Leer 1931 besuchte sie die Breslauer Sozialpädagogische Frauenschule und absolvierte ihr Examen als Jugendwohlfahrtspflegerin im Jahr 1934. In den Jahren 1935 bis 1938 arbeitete sie in den Landkreisen Köslin und Stolp und in Ostpommern als Heimleiterin. Im Jahr 1938 heiratete sie den Philosophen und Juristen Wilhelm Schapp und studierte danach Rechtswissenschaft in Berlin, Göttingen und Münster. Ihre zwei Söhne wurden während des Studiums geboren, das Referendarexamen legte sie 1942 ab, fünf Jahre später bestand sie die große juristische Staatsprüfung. Gemeinsam mit ihrem Mann betrieb sie ab 1948 in Aurich eine Anwaltskanzlei, ab 1956 arbeitete sie auch als Notarin. Nach dem Tod ihres Mannes im Jahr 1965 führte sie die Notariats- und Anwaltspraxis weiter fort.
Luise Schapp trat im Jahr 1948 in die CDU ein. Sie wurde Verwaltungsratsmitglied der Auricher Kreissparkasse. Sie war ab 1948 nahezu durchgängig Mitglied des Rates der Stadt Aurich und Beigeordnete, übernahm den Vorsitz verschiedener Ausschüsse der Stadt Aurich und war Vorsitzende der CDU-Stadtratsfraktion. Im Jahr 1952 wurde sie in den Auricher Kreistag gewählt und übernahm im Landkreis Aurich den Vorsitz im Personalausschuss.
Vom 21. Juni 1970 bis 20. Juni 1978 war sie Mitglied des Niedersächsischen Landtages (7. und 8. Wahlperiode). In der Zeit vom 8. Juli 1970 bis 20. Juni 1978 wirkte sie dort als Schriftführerin. 1983 erhielt sie das Bundesverdienstkreuz 1. Klasse.